# Blåtårn (Københavns Slot)
 Denne artikel omhandler Blåtårn i København. Opslagsordet har også en anden betydning, se Blåtårn.
Blåtårn var et tårn på Københavns Slot. Det formodes at være opført under Erik af Pommern; det eksisterede, da kong Hans regerede. Ruinerne blev genfundet ved udgravninger i 1917.

## Historie
Tårnet lå mellem riddersalen og portbygningen. Grundarealet var 16×16 meter med fem etager. Da Christian 4. blev kronet i 1596, blev muren forhøjet med næsten tre meter til omkring 28 meter (44 alen), og der blev tilføjet et spir med kobbertag. Da Frederik 4. ombyggede Københavns Slot i begyndelsen af 1700-tallet, blev Blåtårn stående, men det blev gennembrudt af den nye hovedport til slotsgården og fungerede som portbygning.
På tredje etage var der indrettet et fængsel, der er mest kendt for Leonora Christinas lange fængselsophold; hun sad indespærret i 22 år under kongerne Frederik 3. og Christian 5. for medvirken til Corfitz Ulfeldts forræderi. Det var her, hun i 1673-1674 påbegyndte sit Jammers Minde, som en skildring af fængselslivet stilet til hendes børn. Hun fortsatte og bearbejdede det senere.
Andre kendte fanger er Torben Oxe, den svenske rigsforstander Sten Stures enke Kristina Nilsdotter Gyllenstierna og hendes børn, samt rigsråd Knud Pedersen Gyldenstierne, Maren Splids og biskop Joachim Rønnov.
Men først og fremmest var Blåtårn beregnet på "kongens betjente", dvs. offentlig ansatte. Den islandske bøsseskytte Jon Olafsson blev selv idømt et ophold i Blåtårns dybeste kælder for en forseelse. Han fortæller, at tårnvogteren fik ham hejst ned i Blåtårn i et tyndt reb. Nederst var der et trægulv som en stor forhøjning. Omkring var der en dyb kloakrende. Her sad Olafsson i en måned. Hver dag blev et kar hejst ned til ham, med kander med øl og tallerkner med mad. "Blåtårn er glat som et æg indvendigt, så det er umuligt for noget menneske ved naturlige kræfter at slippe ud derfra."

## Andre bygninger med betegnelsen Blåtårn
Blåtårn blev revet ned sammen med resten af slottet i 1731–32. På folkemunde gik navnet over til Frederiksholms arresthus, der lå for enden af Frederiksholms Kanal for personer, der havde brudt loven enten i Københavns Amt eller faldt ind under Hof- og Stadsretten. Især havnede "udenbys misdædere", hoffolk og embedsmænd i dette arresthus, deriblandt uartige skuespillere og dansere fra Det Kongelige Teater, da disse frem til det politiske systemskifte i 1849 havde rang af hoftjenere. I 1848 blev dette "Blåtårn" afløst af Kjøbenhavns Amts Ting- og Arresthus på Blegdamsvej og revet.
Blåtårn er også navnet på et tårn på Akershus slot i Oslo.